# Junkers Ju 388
Junkers Ju 388 Störtebeker (namngivet efter den ökända tyska sjörövaren Klaus Störtebeker) är en vidareutveckling av Ju 188, som i sin tur är en vidareutveckling baserad på den välkända Junkers Ju 88. Planet tillverkades i tre versioner, J (nattjakt), K (höghöjdsbombare) och L (höghöjdsjakt). Det första prototypplanet, Junkers Ju 388 L-0 V7 med Werknummer 300 001 och beteckningen PG+YA, stod som segrare i en provbatalj mot en Ju 188 den 22 december 1943 och produktionen började våren 1944. Till skillnad från sin föregångare försågs Ju 388 redan från början med en tryckkabin för sin tremannabesättning, då planet var avsett att användas på höga höjder. Även aerodynamiken och manövreringsförmågan förbättrades gentemot föregångaren.

## Bakgrund
När Luftwaffe i slutet av 1942 fick höra talas om vilka förmodade prestanda som det amerikanska planet B-29 Superfortress hade, uppstod stor oro. Planet hade en toppfart runt 563 km/h och en anfallshastighet runt 362 km/h på en höjd mellan 8 200 meter och 9 800 meter, en höjd där inget av Luftwaffes plan skulle kunna hävda sig. För att kunna slå tillbaka dessa B-29 var Luftwaffe i skriande behov av nya jaktplan och plan som kunde slå ut de allierade bombplanen.
Jaktplanet som valdes till uppgiften var Focke-Wulf Ta 152H. Det var ett plan baserat på Fw 190D, med förlängda vingar och försedd med en höghöjdsmotorn Junkers Jumo 213E. Ett av alternativen var Messerschmitt Me 155B, en vidareutveckling av Me 109 vilken redan varit föremålet för flera undermåliga vidareutvecklingsversioner.
Vad gäller prestandan för rollen som nattjaktsplan och bombjagare hade både Focke-Wulf Ta 154 och Heinkel He 219 den nödvändiga toppfarten för att kunna hinna ikapp bombplanet, men båda dessa modeller kunde endast uppnå farten om deras vingar kortades, något som skulle göra dem obrukbara på höga höjder. Därför började man att snegla på Junkers Ju 188, vilken tycktes utgöra en idealisk grund för de nödvändiga ändringarna och skulle kunna klara av att få monterat en tryckkabin och avisningssystem på klaffar och vingar för längre flygningar på väldigt höga höjder utan att prestanda eller manövreringsförmåga skulle gå förlorad.

## Utveckling
För att kunna öka prestandan, var det nödvändigt att göra planet lättare och det skedde genom att det mesta av de defensiva vapnen togs bort. Medan Ju 88:an var beväpnad med maskingevär i de flesta fönstren runt cockpit, var de ersatta på 388:an av en dubbelpipig 13 mm MG 131 i ett torn vid stjärten, som fjärrstyrdes från cockpit där det fanns ett periskopsikte. Tornets placering gav utmärkt skottvinkel och kunde skjuta rakt bakåt, därför togs skyttens placering under nosen bort och därmed minskades planets luftmotstånd ytterligare.
Planet skulle levereras i tre utföranden; J, K och L. J-modellen var ett jaktplan med två 30 mm MK 103 och två 20 mm MG 151/20 monterade i nosen, som nu var gjord i tjock plåt (till skillnad från glasnosarna på Ju 88 och Ju 188) för att användas i dagtid mot de allierades bombplan. När planet skulle användas till nattjakt var 103:an utbytt mot den mindre och lättare MK 108, och man lade till ett andra par MK 108:or i en Schräge Musik-installation bakom cockpit. K-modellen var ett renodlat bombplan, med ett förstorat utrymme under buken för att få plats med större bomblast. L-modellen var ett spaningsplan, där man använde utrymmet i buken till att placera fotoutrustning och för att förstora bränsletankarna för längre uppdrag.
Tre undertyper av varje modell var planerade, där endast motorinstallationen skiljde dem åt. -1:orna skulle vara försedda med BMW 801J, en turboladdad version av den vanliga BMW 801-motorn. Typ -2 skulle använda sig av Junkers 2500 hk (1838 kW) starka Jumo 222A/B, eller deras 222E/F versioner med en förbättrad överladdare med två utväxlingar. Typ -3 skulle förses med Jumo 213E, som hade en turbo liknande den på 222E/F.
Försedd med motorerna 801J eller 213E flög jaktversionen runt 616 km/h i sitt dagtida utförande, och tappade runt 25 km/h när den försågs med nattradar och Schräge Musik för nattjakt. Detta var en hastighet som i stort var densamma som de redan existerande jaktplanen hos Luftwaffe, men 388 kunde hålla denna fart på mycket högre höjder. Försedd med de senare utvecklingarna av 222-motorn förmodas planet ha kommit upp i hastigheter runt 700 km/h (och förlorat runt 25 km/h i nattjaktsutförande). Dessa -2 typer var därmed avsevärt snabbare än de allierades de Havilland Mosquito. Bombplansvarianterna flög med ungefär samma hastighet som jaktplanen, medan rekognoseringsmodellen bör ha varit runt 25 km/h snabbare än de övriga.
Den första prototypen, Ju 388 L-0/V7, som i huvudsak var byggd på delar från Ju 188-serien, gjorde sin första flygning 22 december 1943. Där uppvisade den ett mycket bättre beteende och manövreringsförmåga vid höga höjder än Ju 88 S. Efter denna framgångsrika uppvisning kom ytterligare sex nya prototyper att byggas. Detta skedde någon tid innan de första serietillverkade planen levererades, (en försening som berodde på problem med motorleveranserna).
När motorerna blivit levererade, stod det klart att de allierades B-29:or inte alls skulle komma att operera i Europa, utan blivit skickade till Stilla havet och inte skulle strida över Tyskland inom den närmsta framtiden. De allierades intensiva jaktflyg hade i stort sett slagit ut det tyska flygets spaningsflyg, så produktionen koncentrerades mest till att gälla L-modellen.
De första leveranserna skedde i augusti 1944, men endast ett fåtal Ju 388 kom att levereras, de flesta av planen som typ -1 med 801J motorn och endast tre -3 med 213E. Femton K-1 blev tillverkade och endast tre J-1.

## Tjänstgöring
Flera spaningsuppdrag flögs av Ju 388-plan, de flesta troligen av "L"-modeller, under krigets sista dagar. De flesta överflygningarna gjordes över England och var av liknade slag som de gjorda av jetplanet Arado Ar 234 vid samma tid, fast på högre höjder.
I början av 1945 anfölls en Ju 388 under flygning över Engelska kanalen av en Supermarine Spitfire. Den engelska piloten har rapporterat att det tyska planet flög på runt 44000 fot, en höjd Spitfireplanet inte kunde nå, men piloten ska ha pressat sitt plan till höjdtaket och där avfyrat sina vapen mot det tyska planets buk och skjutit det i sank. Det är troligen den högsta höjd som någon avfyrat sitt vapen på under andra världskriget.
Fyra Ju 388 nattjaktsplan ingick för utvärdering i NJG 2 1945. Det är okänt om de vann några segrar.

## Varianter
Nattjaktversionerna var utrustade med radarn FuG 218 Neptun, Mk 103 automatkanonerna byttes ut mot Mk 108:or samt extra beväpning i form av 2 × 30mm Mk 108 i den uppåtskjutande konfigurationen Schräge Musik. Oklarheter existerar kring produktionssiffrorna, dels på grund av att vissa förseriemodeller även användes som prototyper, dels p.g.a. att vissa exemplar förstördes innan de färdigställdes. Nedan baseras på existerande dokumentation.
- Ju 388J (Tungt jaktplan / Nattjaktplan)
  - J-1: Tillverkades i 2 exemplar, samt ett okänt antal icke färdigställda vid krigsslutet. Kraftkällan bestod av 2 × BMW801 stjärnmotorer, maxhastigheten var 621 km/h vid höjden 11,600 m. Nattjaktversionen var 32 km/h långsammare.
  - J-2: Planerad variant. Kräftkällan bestod av 2 × Jumo 222E/F radmotorer, maxhastigheten var 710 km/h vid höjden 11,500 m. Nattjaktversionen var 25 km/h långsammare.
  - J-3: Flera J-1 modeller konverterades till denna variant. Kräftkällan bestod av 2 × Jumo 213E radmotorer, maxhastigheten var 617 km/h vid höjden 10,200 m. Nattjaktversionen var 24 km/h långsammare.

- Ju 388K (Höghöjdsbombplan)
  - K-0: Förseriemodell. 10 tillverkade, samt ett antal icke färdigställda enheter. Varierande konfigurationer.
  - K-1: Tillverkades i 3 exemplar, varav 2 var prototyper. Kraftkällan bestod av 2 × BMW801, maxhastigheten var 610 km/h vid höjden 11,600 m.
  - K-2: Planerad variant. Kräftkällan bestod av 2 × Jumo 222E/F radmotorer, maxhastigheten var 695 km/h vid höjden 11,500 m.
  - K-3: Planerad variant. Kräftkällan bestod av 2 × Jumo 213E radmotorer, maxhastigheten var 593 km/h vid höjden 10,200 m.

- Ju 388L (Spaningsplan)
  - L-0: Förseriemodell. 20 enheter färdigställdes, varav var 6 prototyper.
  - L-1: Tillverkades i 66+ exemplar, varav 2 prototyper. Kraftkällan bestod av 2 × BMW801, maxhastigheten var 620 km/h vid höjden 11,600 m.
  - L-2: Planerad variant. Kräftkällan bestod av 2 × Jumo 222E/F radmotorer, maxhastigheten var 712 km/h vid höjden 11,500 m.
  - L-3: En order utfärdades från Junkers i november 1944 att konvertera 6 L-0 modeller till denna variant, okänt om ordern verkställdes. Kräftkällan bestod av 2 × Jumo 213E radmotorer, maxhastigheten var 608 km/h vid höjden 10,200 m.

- Ju 388M (Föreslaget torpedflygplan baserat på Ju 388K)

## Överlevaren
Endast en Ju 388 finns bevarad idag. Det är den Ju 388L-1 med Werknummer 560049, som var det åttonde planet i sin serie att bli tillverkat vid Weser Flugzeugbauss Nordenhamsfabrik. Delar av planet blev även tillverkat hos ATG i Altenburg och vid Niedersächsische Metallwerke Brinckmann & Mergell i Hamburg-Harburg. Flygplanet färdigställdes tidigt 1945 och beslagtogs av amerikanska trupper vid Junkers fabrik i Merseburg i maj samma år. Flygplanet undersöktes och testflögs av "Watson's Wizzers", troligen av Watson själv, inför överflygningen till USA. Men planet skickades istället till Cherbourg i Frankrike där det ingick i USAAF "Project Seahorse", och skeppades till USA ombord på det brittiska hangarfartyget HMS Reaper tillsammans med andra beslagtagna tyska flygplan, för att bli mera undersökta i detalj framme i USA. Planet flögs till Freeman Field i Indiana för utvärdering och i september 1945 gjordes en uppvisningsflygning för den inhemska pressen. Denna Ju 388 gjorde 10-timmars testflygning vid Wright Field i närheten av Dayton, Ohio under namnet FE-4010 (senare ändrat till T2-4010). Efter att ha genomfört dessa testflygningar blev planet utställt till beskådan tillsammans med andra beslagtagna tyska plan under Dayton Air Show 1946. Den 26 september 1946 flyttades planet till Orchard Place Airport i Park Ridge, Illinois, i närheten av dagens O'Hare International Airport. Den hangar där 560049 kom att förvaras var densamma som Dodge Automobile Company använt sig av när de byggde sin Douglas C-54. Den 3 januari 1949 donerades planet till Smithsonian's National Air Museum och anlände till Silver Hill, Maryland i november 1954. Idag är planet nedmonterat och sägs vara i gott skick, då det aldrig förvarats utomhus. Särskilt cockpiten är i utmärkt skick och helt komplett med alla instrument intakta. För tillfället väntar detta unika plan tillsammans med många övriga tyska plan på restaurering på National Air and Space Museums Paul S. Garber Restauration Facility i Suitland, Maryland.